# Komárom-Esztergom vármegyei 3. sz. országgyűlési egyéni választókerület
A Komárom-Esztergom vármegyei 3. számú országgyűlési egyéni választókerület egyike annak a 106 választókerületnek, amelyre a 2011. évi CCIII. törvény Magyarország területét felosztja, és amelyben a választópolgárok egy-egy országgyűlési képviselőt választhatnak. A választókerület nevének szabványos rövidítése: Komárom-Esztergom 03. OEVK. Székhelye: Komárom

## Területe
A választókerület az alábbi településeket foglalja magába:
1. Ács
2. Ácsteszér
3. Aka
4. Almásfüzitő
5. Ászár
6. Bábolna
7. Bakonybánk
8. Bakonysárkány
9. Bakonyszombathely
10. Bana
11. Bársonyos
12. Bokod
13. Császár
14. Csatka
15. Csém
16. Csép
17. Dad
18. Dunaalmás
19. Dunaszentmiklós
20. Ete
21. Kecskéd
22. Kerékteleki
23. Kisbér
24. Kisigmánd
25. Kocs
26. Komárom
27. Kömlőd
28. Környe
29. Mocsa
30. Nagyigmánd
31. Naszály
32. Neszmély
33. Oroszlány
34. Réde
35. Súr
36. Szákszend
37. Szomód
38. Tárkány
39. Várgesztes
40. Vérteskethely
41. Vértessomló

## Országgyűlési képviselője
| Név                         | Párt                                         | Párt        | Terminus | Megjegyzés                                   |
| --------------------------- | -------------------------------------------- | ----------- | -------- | -------------------------------------------- |
| Czunyiné Dr. Bertalan Judit |                                              | Fidesz-KDNP | 2014 –   | A 2014-es országgyűlési választás eredménye: |
| Czunyiné Dr. Bertalan Judit | A 2018-as országgyűlési választás eredménye: | Fidesz-KDNP | 2014 –   |                                              |
| Czunyiné Dr. Bertalan Judit | A 2022-es országgyűlési választás eredménye: | Fidesz-KDNP | 2014 –   |                                              |

## Demográfiai profilja
| Iskolai végzettség                | Iskolai végzettség               | Iskolai végzettség | Iskolai végzettség | Iskolai végzettség |
| --------------------------------- | -------------------------------- | ------------------ | ------------------ | ------------------ |
|                                   |                                  |                    |                    | fő                 |
| Általános iskolát nem végezte el  | Általános iskolát nem végezte el |                    | 1518               | 1518               |
| Általános iskola                  | Általános iskola                 |                    | 16901              | 16901              |
| Szakmunkás                        | Szakmunkás                       |                    | 24768              | 24768              |
| Érettségi                         | Érettségi                        |                    | 27731              | 27731              |
| Diploma                           | Diploma                          |                    | 12320              | 12320              |
| A 2022. évi népszámlálás szerint. |                                  |                    |                    |                    |

A Komárom-Esztergom vármegyei 3. sz. választókerület lakónépessége 2022. október 1-jén 101 623 fő volt. A 2011-es és a 2022-es népszámlálás között 1370 fővel csökkent a választókerület lakosság száma. A választókerületben a korösszetétel alapján a legtöbben a középkorúak élnek 37 250 fővel, míg a legkevesebben a gyermekek 18 385 fővel. A választókerület lakosságának a 84,1%-nál van internet elérési lehetőség.
A legmagasabb befejezett iskolai végzettség szerint az érettségi végzettséggel rendelkezők élnek a legtöbben 27 731 fő, utánuk a következő nagy csoport a szakmunkások 24 768 fővel.
Gazdasági aktivitás szerint a lakosság közel fele foglalkoztatott 52 639 fő, második legjelentősebb csoport az inaktív keresők, akik főleg nyugdíjasok 22 756 fővel.
A választókerület legjelentősebb nemzetiségi csoportja a német 1683 fő, illetve a cigány 713 fő. Magyar állampolgársággal nem rendelkező külföldi állampolgárok aránya 1,9%.
Vallási összetétel szerint a választókerületben lakók legnagyobb vallása a római katolikus (21 343 fő), valamint jelentős közösség még a reformátusok (10 734 fő). A vallási közösséghez nem tartozók száma szintén jelentős (13 054 fő), a választókerületben a második legnagyobb csoport a római katolikus vallás után.

## Országgyűlési választások

### 2014
A 2014-es országgyűlési választáson az alábbi jelöltek indultak:

### 2018
A 2018-as országgyűlési választáson az alábbi jelöltek indultak:
- Czunyiné Bertalan Judit (Fidesz-KDNP)
- Géringer Gyula (NEEM)
- Kis Roland Péter (SZEM)
- Lakatos Béla (Momentum Mozgalom)
- Sólyom Jöran (MSZP-Párbeszéd)
- Talabér Gábor (LMP)
- Torma Lajos (Lendülettel)
- Tóth Endre (Jobbik)
- Velki Dávid (MKKP)
- Schiller Roland (Iránytű)